# Kevin Stefanski
Kevin Stefanski (* 8. Mai 1982 in Philadelphia, Pennsylvania) ist ein American-Football-Trainer. Aktuell ist er Head Coach der Cleveland Browns in der NFL. Zuvor war er bereits viele Jahre Assistenztrainer bei den Minnesota Vikings.

## Karriere

### Frühe Jahre
Stefanski wuchs in Philadelphia auf. Sein Vater ist Ed Stefanski, der als Spieler und Manager in der NBA aktiv ist. Nach seinem Highschoolabschluss besuchte er die University of Pennsylvania, für deren Footballteam er auch als Defensive Back aktiv war. Beim NFL Draft 2000 wurde er allerdings nicht ausgewählt, und so begann er nach seinem Universitätsabschluss kurz im Trainerteam der University of Pennsylvania zu arbeiten. 2006 wurde er Trainerassistent bei den Minnesota Vikings unter Head Coach Brad Childress. In den folgenden 14 Jahren übernahm er verschiedene Positionen bei den Minnesota Vikings unter verschiedenen Cheftrainern, bis er sich 2018 unter Mike Zimmer zum Offensive Coordinator hochgearbeitet hatte, zunächst interimsmäßig und ab 2019 auch offiziell.

### Cheftrainer der Cleveland Browns
Am 13. Januar 2020 wurde Stefanski als neuer Cheftrainer der Cleveland Browns vorgestellt. Dort hat er einen Fünfjahresvertrag unterschrieben. Es ist seine erste Anstellung als Cheftrainer. Sein Debüt gab er bei der 6:38-Niederlage gegen die Baltimore Ravens am 1. Spieltag, am darauffolgenden Spieltag konnte er mit 35:30 gegen die Cincinnati Bengals erstmals ein Spiel gewinnen. Direkt in seinem ersten Jahr konnte er mit seinem Team 11 Spiele gewinnen und verlor dabei nur fünf, das beste Ergebnis der Browns seit der Neugründung 1999. Somit qualifizierten sich die Browns zum ersten Mal seit 18 Jahren für die Playoffs. Das Spiel in der 1. Runde gegen die Pittsburgh Steelers verpasste er jedoch aufgrund einer COVID-19-Erkrankung. Das Spiel konnten sie trotzdem mit 48:37 gewinnen, allerdings scheiterten sie an den Kansas City Chiefs in der 2. Runde knapp mit 17:22. Nach der Saison wurde er zum NFL Coach of the Year von der Associated Press gewählt.
In seinem zweiten Jahr konnten die Browns unter seiner Leitung an die sehr gute erste Saison allerdings nicht anknüpfen. In durchwachsenen Saison konnten die Browns acht Spiele gewinnen, verloren jedoch neun und verpassten somit die Playoffs. Stefanski selbst verpasste jedoch ein Spiel, da er erneut an COVID-19 erkrankt war. Auch in der Saison 2022 verpassten die Browns unter Stefanski die Playoffs.
Im Gegensatz zu den beiden Vorsaisons war die Saison 2023 wieder sehr erfolgreich für die Browns und Stefanski. Mit 11 Siegen aus 17 Saisonspielen konnten die Browns erneut die Playoffs erreichen. Dort schieden sie allerdings bereits im Wildcard-Game mit 14:45 gegen die Houston Texans aus. Trotzdem wurde Stefanski nach Ende der Saison zum zweiten Mal zum NFL Coach of the Year der Associated Press gewählt. Im Juni 2024 unterschrieb er daraufhin eine Vertragsverlängerung bei den Browns.

## Karrierestatistiken
| Team   | Saison | Regular Season | Regular Season | Regular Season | Regular Season | Regular Season      | Postseason | Postseason  | Postseason | Postseason                                                     |
| Team   | Saison | Siege          | Niederlagen    | Unentschieden  | Siege %        | Platzierung         | Siege      | Niederlagen | Siege %    | Ergebnis                                                       |
| ------ | ------ | -------------- | -------------- | -------------- | -------------- | ------------------- | ---------- | ----------- | ---------- | -------------------------------------------------------------- |
| Browns | 2020   | 11             | 5              | 0              | 68,8 %         | 3. in der AFC North | 1          | 1           | 50,0 %     | Niederlage gegen die Kansas City Chiefs im AFC Divisional Game |
| Browns | 2021   | 8              | 9              | 0              | 47,1 %         | 3. in der AFC North | –          | –           | –          | –                                                              |
| Browns | 2022   | 7              | 10             | 0              | 43,8 %         | 4. in der AFC North | –          | –           | –          | –                                                              |
| Browns | 2023   | 11             | 6              | 0              | 67,7 %         | 2. in der AFC North | 0          | 1           | 00,0 %     | Niederlage gegen die Houston Texans im AFC Wild Card Game      |
| Gesamt | Gesamt | 37             | 30             | 0              | 55,2 %         |                     | 1          | 2           | 33,3 %     |                                                                |